# Cuatro Cuartos
Cuatro Cuartos es una telenovela ecuatoriana de comedia dramática por Fabrizio Aveiga, y producida por la cadena estatal TC Televisión. La primera temporada se estrenó el 4 de abril de 2017, en sustitución de la telenovela Los hijos de Don Juan y  el 30 de noviembre de 2017, en sustitución de la telenovela Maleteados. La segunda temporada se estrenó el 3 de mayo de 2018 y finalizó 2 de diciembre de 2018 siendo reemplazada por la telenovela Calle amores.
Protagonizada por Víctor Aráuz interpretando un doble papel (protagonista y antagonista), junto a Carmen Angulo, Ruth Coello, Claudia Camposano y María Emilia Cevallos, con las participaciones antagónicas de Carolina Jaume, Gerson Quinde, Elena Gui y Andrés Crespo. Cuenta además con las actuaciones estelares de Shany Nadan, Pamela Sambrano, Álex Vizuete, Frances Sweet, David Reinoso, Ricardo Velasteguí, María Fernanda Pérez, Christian Maquilón, Leonardo Moreira, Adrián Avilés y Joselyn Gallardo.

## Sinopsis
Narra la historia de cuatro mujeres Angelina (Carmen Angulo), Ana María (Ruth Coello), Britany (Claudia Camposano) y Mayiyo (María Emilia Cevallos) ellas por cosas del destino, llegan a vivir a las habitaciones de una villa ubicada en un sector popular de Guayaquil. Lo que estas mujeres tienen en común es un pasado marcado por el desamor y la decepción, pero todas buscan salir adelante y ser triunfadoras.
Tras la llegada de Paul Santiestevan "Don Santana" (Víctor Aráuz) a la villa Cuatro Cuartos intenta de todo para quedarse con la villa y desalojar a quienes viven ahí, en ese trayecto descubre que tiene un hermano gemelo "Alexander Campos" y lo desprecia al igual que su madre "Ana María" por haberlo abandonado. Tras ese resentimiento comienza una sed de venganza no solamente con ellos sino por quienes lo rodean, y la ruptura amorosa que hay entre ellos por quedarse con el amor de su vida que es la malvada Rebeca (Carolina Jaume).

## Episodios
| Temporada | Temporada | Episodios | Episodios | Emisión original   | Emisión original        |
| Temporada | Temporada | Episodios | Episodios | Primera emisión    | Última emisión          |
| --------- | --------- | --------- | --------- | ------------------ | ----------------------- |
|           | 1         | 153       | 153       | 4 de junio de 2017 | 30 de noviembre de 2017 |
|           | 2         | 112       | 112       | 3 de mayo de 2018  | 2 de diciembre de 2018  |

## Elenco

### Reparto principal
- Víctor Aráuz como Alexander Santiestevan Campos / Paul Santiestevan Campos "Don Santana"
- Carmen Angulo como Angelina Youlín Nazareno
- Ruth Coello como Ana María Campos
- Claudia Camposano como Britany Zambrano
- María Emilia Cevallos como María de Lourdes Bustamante “Mayiyo” (temporada 1)
- Álex Vizuete como Bryan Pincay "El Bryan"
- Frances Sweet como Beatriz Navona Chiz “Biachi”
- David Reinoso como Cheche Pincay
- Carolina Jaume como Rebeca Bustos de Santistevan
- Shany Nadan como María del Mar (temporada 1)
- Pamela Sambrano como Julieta (temporada 2)

### Reparto recurrente
- Gerson Quinde como Pelado H
- Agustín Belforte como Lucas de Wind
- María Fernanda Pérez como Josefina Beltrán (temporada 1)
- Ricardo Velasteguí como Gerson Paredes
- Leonardo Moreira como Jaime Quinteros Nazareno "Jaquna" (temporada 1)
- Adrián Avilés como Mathias
- Christian Maquilón como Alberto "Beto" (temporada 2)
- Elena Gui como Tita Chiz
- Andres Crespo como Chamaco
- Joselyn Gallardo como Psyco
- Anthony Swag como El Kevin
- Noralma Reeves como La Chuzera
- Adriana Bowen como La Barbie
- Hilda Saraguayo

### Invitados especiales
- Miguel Cedeño como él mismo
- Silvana Torres como ella misma

## Premios y nominaciones

### Premios ITV
| Año  | Categoría                              | Nominado(a)       | Resultado |
| ---- | -------------------------------------- | ----------------- | --------- |
| 2017 | Mejor programa dramático               | Cuatro Cuartos    | Ganador   |
| 2017 | Mejor actriz dramática                 | Claudia Camposano | Ganadora  |
| 2017 | Mejor actor dramático                  | Víctor Aráuz      | Nominado  |
| 2017 | Mejor actor dramático                  | Álex Vizuete      | Nominado  |
| 2018 | Mejor programa dramático               | Cuatro Cuartos    | Nominado  |
| 2018 | Mejor guion para seriado de televisión | Cuatro Cuartos    | Nominado  |
| 2018 | Mejor actriz dramática                 | Claudia Camposano | Nominada  |
| 2018 | Mejor actor dramático                  | Víctor Aráuz      | Nominado  |
| 2018 | Mejor actor dramático                  | Álex Vizuete      | Nominado  |
| 2018 | Mejor actor dramático                  | David Reinoso     | Nominado  |

## Curiosidades
- María Emilia Cevallos se retira de la producción tras recibir fuertes críticas por parte de la prensa. En su lugar entra la actriz Shany Nadan.
- En noviembre del 2017, Cuatro Cuartos obtiene el premio a mejor producción nacional tras superar las producciones del canal de su competencia Ecuavisa.
- Un episodio fue dedicado al libretista Xavier Hidalgo, quien falleció a consecuencia de un crimen homofóbico.
- Personajes que habían muerto dentro de la trama regresaban al elenco por pedido del público a través de las redes sociales.